# Lino Lius
Lino Leandro Leone Lius (19. května 1860 Labin, dříve Albona – 5. května 1940 Labin) byl rakousko-uherský admirál. Jako absolvent námořní akademie sloužil u c. k. námořnictva od roku 1879, střídal službu na různých lodích a v námořní administraci. V závěru kariéry byl zástupcem velitele námořní základny v Pule (1910–1913). V roce 1912 byl povýšen do hodnosti kontradmirála.

## Biografie

SMS Zrínyi, vlajková loď Lina Liuse v letech 1911–1912

Pocházel ze staré italské rodiny sídlící na Istrii, jeho otcem byl statkář Giuseppe Lius (1814–1890). Lino studoval na gymnáziu v Rijece a v letech 1875–1879 tamtéž na C. k. námořní akademii. V roce 1879 nastoupil jako kadet k námořnictvu a v letech 1879–1880 absolvoval cestu do Ameriky na korvetě SMS Saida. Kromě služby na různých lodích působil u arzenálu v Pule a Hydrografického úřadu. V roce 1884 získal hodnost praporčíka, poté sloužil u jednotek námořní pěchoty a také vedl plavecké kurzy pro kadety námořní akademie. Postupoval v hodnostech (poručík II. třídy 1891,  poručík I. třídy 1894). Získal pod velení menší plavidla a v letech 1899–1900 byl navigačním důstojníkem na křižníku SMS Kaiserin Elisabeth při zaoceánské plavbě.
Ke dni 1. listopadu 1903 byl povýšen na korvetního kapitána a sloužil mimo jiné na výcvikových lodích. V letech 1908–1909 byl velitelem křižníku SMS Panther jako staniční lodi v Terstu, mezitím získal hodnost fregatního kapitána (1. května 1907). V letech 1909–1910 byl přidělen ke sborovému námořnímu velitelství v Pule, kde byl mimo jiné zástupcem velitele arzenálu, poté byl přeložen k oblastnímu námořnímu velitelství v Terstu, následně byl pověřen velením bitevních lodí SMS Habsburg (1910) a SMS Babenberg (1910–1911). K datu 1. listopadu 1909 byl povýšen na kapitána řadové lodi a zastával funkci zástupce velitele námořní základny v Pule (1910–1913), mezitím strávil rok jako velitel bitevní lodi SMS Zrínyi (od září 1911 do září 1912). K datu 1. listopadu 1912 byl povýšen do hodnosti kontradmirála a o rok později byl penzionován (1. listopadu 1913).
Po odchodu do výslužby zůstal aktivní ve veřejném životě, od roku 1912 byl mimo jiné členem Rakouské společnosti pro podporu lodní dopravy (Österreichischer Flottenverein). Celou první světovou válku strávil v soukromí v lázních Jáchymov v západních Čechách, po rozpadu monarchie se vrátil do svého rodiště na Istrii, kde zemřel v květnu 1940 ve věku nedožitých osmdesáti let. 

## Řády a vyznamenání
Během služby u námořnictva získal několik vysokých ocenění.
- Jubilejní pamětní medaile (1898)
- Vojenská záslužná medaile (1900)
- Služební odznak pro důstojníky III. třídy (1905)
- Vojenský jubilejní kříž (1908)
- Vojenský záslužný kříž (1908)
- Řád železné koruny III. třídy (1913)